# Rhizaxinella uniseta
Rhizaxinella uniseta är en svampdjursart som beskrevs av Topsent 1904. Rhizaxinella uniseta ingår i släktet Rhizaxinella och familjen Suberitidae. Inga underarter finns listade i Catalogue of Life.